# 藤井博行
藤井 博行（ふじい ひろゆき、1946年9月11日 - ）は、日本の実業家。日立金属株式会社代表取締役会長兼社長や、一般社団法人日本鉄鋼連盟理事を務めた。

## 人物・経歴
熊本県菊池市出身。1969年熊本大学工学部機械工学科卒業。1972年熊本大学大学院工学研究科修士課程修了、日立金属入社。1994年日立金属熊谷工場生産技術部長。2001年日立金属鳥取工場長。2007年日立金属事業役員常務情報部品カンパニープレジデント。2008年日立金属執行役常務技術センター長。2009年日立金属執行役専務技術センター長。2010年から日立金属代表執行役執行役社長を務め、グローバル化のために日立電線との合併にあたった。日本鉄鋼連盟理事も務めた。平成25年度文部科学大臣発明奨励賞実施功績賞受賞。